# Miednica mniejsza
Miednica mniejsza (łac. pelvis minor) – dolny, wyższy i węższy odcinek miednicy.

## Budowa
Miednica mniejsza jest ograniczona od przodu spojeniem i kośćmi łonowymi, z boków kośćmi kulszowymi i częścią kości biodrowych, a od tyłu kością krzyżową i guziczną. Jej przednia ściana jest najkrótsza, a tylna najdłuższa. Stanowi ona właściwą jamę miednicy, czy inaczej kanał miednicy, który u kobiet odgrywa ważną rolę w mechanizmie porodu, ponieważ stanowi kanał rodny.  Jej górny otwór, ograniczony kresą graniczną, nazywamy wejściem, wchodem miednicy lub otworem górnym miednicy. Dolny otwór, ograniczony dolnymi gałęziami kości łonowych, gałęziami kości kulszowych, więzadłami krzyżowo-guzowymi i wierzchołkiem kości guzicznej, nazywany jest wyjściem, wychodem miednicy lub otworem dolnym miednicy.

## Różnicowanie u płci
U obu płci jama miednicy mniejszej ma kształt odcinka stożka, o wierzchołku skierowanym w dół. U kobiet jest on odcięty bliżej podstawy, dlatego miednica mniejsza jest szersza, większa, prawie cylindryczna. U mężczyzn stożek jest odcięty bliżej wierzchołka i ich miednica mniejsza jest lejkowata oraz wąska.